# 马扎诺沃村委员会
马扎诺沃村委员会（俄语：Мазановский сельсовет）是俄罗斯联邦阿穆尔州马扎诺沃区所属的一个村委员会。其下辖有1个居民点，行政中心为马扎诺沃。据2016年统计，该村委员会的人口为666人。